# Lijst van nummer 1-hits in Denemarken in 2018
Deze hits stonden in 2018 op nummer 1 in de Tracklisten Top 40, de bekendste hitlijst in Denemarken.
| Datum        | Artiest                                             | Titel                           |
| ------------ | --------------------------------------------------- | ------------------------------- |
| 5 januari    | Ed Sheeran                                          | Perfect                         |
| 12 januari   | Ed Sheeran                                          | Perfect                         |
| 19 januari   | Gilli                                               | Langsom                         |
| 26 januari   | Gilli                                               | Langsom                         |
| 2 februari   | Gilli                                               | Langsom                         |
| 9 februari   | Ed Sheeran                                          | Perfect                         |
| 16 februari  | Ed Sheeran                                          | Perfect                         |
| 23 februari  | Ed Sheeran                                          | Perfect                         |
| 2 maart      | Gilli & Branco                                      | Tranquillo                      |
| 9 maart      | Drake                                               | God's plan                      |
| 16 maart     | Drake                                               | God's plan                      |
| 23 maart     | Bro                                                 | Sydpå                           |
| 30 maart     | Bro                                                 | Sydpå                           |
| 6 april      | Bro                                                 | Sydpå                           |
| 13 april     | Bro                                                 | Sydpå                           |
| 20 april     | Bro                                                 | Sydpå                           |
| 27 april     | Bro                                                 | Sydpå                           |
| 4 mei        | Bro                                                 | Sydpå                           |
| 11 mei       | Hennedub, Gilli & Lukas Graham                      | Holder fast                     |
| 18 mei       | Kesi                                                | Kom over                        |
| 25 mei       | Kesi                                                | Kom over                        |
| 1 juni       | Kesi                                                | Kom over                        |
| 8 juni       | Kesi                                                | Kom over                        |
| 15 juni      | Sivas, Node & Gilli                                 | Oui                             |
| 22 juni      | Sivas, Node & Gilli                                 | Oui                             |
| 29 juni      | Sivas, Node & Gilli                                 | Oui                             |
| 6 juli       | Sivas, Node & Gilli                                 | Oui                             |
| 13 juli      | Sivas, Node & Gilli                                 | Oui                             |
| 20 juli      | Sivas, Node & Gilli                                 | Oui                             |
| 27 juli      | Drake                                               | In my feelings                  |
| 3 augustus   | Drake                                               | In my feelings                  |
| 10 augustus  | Drake                                               | In my feelings                  |
| 17 augustus  | DJ Khaled, Justin Bieber, Chance the Rapper & Quavo | No brainer                      |
| 24 augustus  | Kesi & Gilli                                        | Su casa                         |
| 31 augustus  | Kesi & Gilli                                        | Su casa                         |
| 7 september  | Kesi & Gilli                                        | Su casa                         |
| 14 september | Kesi & Gilli                                        | Su casa                         |
| 21 september | Lukas Graham                                        | Love someone                    |
| 28 september | Lukas Graham                                        | Love someone                    |
| 5 oktober    | Lukas Graham                                        | Love someone                    |
| 12 oktober   | Lukas Graham                                        | Love someone                    |
| 19 oktober   | Lukas Graham                                        | Love someone                    |
| 26 oktober   | Lukas Graham                                        | Love someone                    |
| 2 november   | Lukas Graham                                        | Love someone                    |
| 9 november   | Lukas Graham                                        | Love someone                    |
| 16 november  | Lukas Graham                                        | Love someone                    |
| 23 november  | Ava Max                                             | Sweet but psycho                |
| 30 november  | Ava Max                                             | Sweet but psycho                |
| 7 december   | Ava Max                                             | Sweet but psycho                |
| 14 december  | Mariah Carey                                        | All I want for Christmas is you |
| 21 december  | Wham!                                               | Last Christmas                  |
| 28 december  | Wham!                                               | Last Christmas                  |